# Patrick Maisonneuve
Patrick Maisonneuve, né le 1er mars 1955, est un avocat pénaliste français.

## Parcours
Fils de paysans auvergnats, il est issu d'une fratrie de cinq garçons. Il effectue sa scolarité à l'Institution Saint-Eugène d'Aurillac.
Il s'inscrit au barreau de Paris en 1979, d'abord comme collaborateur de Philippe Lemaire, Patrick Maisonneuve fait partie (avec Pierre Haïk, Thierry Herzog, le bâtonnier Jean-Yves Le Borgne, Olivier Metzner, Francis Szpiner et Hervé Temime) de ces pénalistes qui n'étaient pas fils d'avocats ou de magistrats, et qui ont essentiellement pratiqué le droit pénal général dans les années 1970 et 1980, puis, vers 1990, ont progressivement évolué vers le droit pénal des affaires, lorsque se sont multipliées les instructions judiciaires à l'encontre de grandes entreprises et de partis politiques.
Il fait partie des avocats de la défense dans l'affaire de la Cogedim, puis défend Henri Emmanuelli dans l'affaire Urba, Gilles Ménage dans l'affaire des écoutes de l'Élysée (faisant aussi condamner Paul Barril pour avoir diffamé Gilles Ménage) et Edmond Hervé dans l'affaire du sang contaminé. Il est également, dans les mois qui précèdent son suicide, le conseil de Pierre Bérégovoy, qui lui confie son projet de mettre fin à ses jours. Comme avocat de partie civile, il représente l'Association pour la recherche contre le cancer (ARC) contre l'ancien président de l'ARC Jacques Crozemarie, dans les années 1990.
Depuis, il intervient fréquemment dans de grandes affaires. Par exemple, il est l'avocat de la Mutualité française contre Servier dans l'affaire du Médiator, et demande que le laboratoire soit « jugé pour l'ensemble de son œuvre ». De l'autre côté de la barre, il assure en 2009 la défense de la Scientologie devant le Tribunal de grande instance de Paris. À ceux qui le critiquent pour avoir accepté de devenir le principal avocat cette secte, il répond en s'étonnant que « défendre un serial killer pose moins problème ». En 2017, il devient l'avocat du Parlement européen contre Marine Le Pen (affaire des assistants du Front national).
Il continue de défendre des particuliers, y compris Yvan Colonna, Esteban Morillo (cf. « affaire Clément Méric »), Bernard Squarcini et Yoo Somena, la fille aînée de Yoo Byung-eun (affaire du Sewol). Avec Francis Szpiner, il est aussi l'avocat de Karim Achoui, obtenant son acquittement. Avocat du promoteur Christian Pellerin, Patrick Maisonneuve obtient un non-lieu pour son client au terme de huit ans d'instruction (2005-2013), puis assigne, en 2015, l'État pour déni de justice.
Aux côtés de son confrère Jean-Yves Dupeux, il défend Fabrice Burgaud (juge d'instruction dans l'affaire d'Outreau) et poursuit en justice Serge July et Emmanuel Poncet (de Libération) pour injure contre le juge Burgaud (les prévenus sont condamnés à verser solidairement dix mille euros de dommages et intérêts et cinq mille euros d'amende chacun), ainsi que Bruno Patino et François Gorin, de Télérama (condamnés à verser solidairement huit mille euros de dommages et intérêts et, chacun, quatre mille euros d'amende) pour le même motif, puis Bertrand Tavernier pour outrage à personne dépositaire de l'autorité publique. Également en droit de la presse, il est l'avocat d'Aurélie Filippetti, ministre de la Culture et de Rafael Nadal pour sa procédure en diffamation contre Roselyne Bachelot (Roselyne Bachelot a été condamnée à verser dix mille euros de dommages et intérêts au joueur de tennis.). S'il confie à GQ (9 septembre 2010) sa « frustration » de faire désormais « très peu de cour d'assises », il représente toutefois la victime d'un viol collectif commis dans un train en 2009, obtenant la condamnation des cinq principaux accusés à des peines allant de dix à quatorze ans de prison (2011) ; puis, avec son confrère Simon Cohen, la famille d'un adolescent tué par un buraliste durant un cambriolage, obtenant la condamnation de l'accusé à sept ans de réclusion criminelle (2015) — peine portée à dix ans par la cour d'appel.
Il défend aussi l'ancienne ministre Christine Lagarde, jugée pour « négligences » dans l'affaire Tapie.
Cependant, la majorité de son activité concerne désormais des entreprises, par exemple Alstom, Biogemma et Bygmalion. Sa célébrité franchit d'ailleurs un palier en mai 2014 quand, avocat de Bygmalion, il révèle que cette société a fait des fausses factures, « à la demande de l'UMP », afin de dissimuler les excès de dépenses qui ont eu lieu en 2012 pour la campagne de Nicolas Sarkozy : des prestations de Bygmalion pour cette campagne ont été imputées à l'UMP, pour que les comptes de campagne ne dépassent pas le plafond légal (plafond qu'ils ont quand même dépassé, ce qui leur a valu d'être rejetés par la commission nationale des comptes de campagne, puis par le Conseil constitutionnel).
Il est également l'un des avocats de 10 Médias contre le groupe Amaury : à la suite de la plainte que lui et ses confrères déposent, le groupe Amaury est condamné à 3 514 000 euros d'amende par l'Autorité de la concurrence. Au civil, 10 Médias réclame 18,2 millions de dommages et intérêts.
En 2013, le magazine GQ l'a classé au sixième rang des avocats les plus puissants de France, classement maintenu en 2014. En 2015, il est placé septième. En 2016, le magazine Décideurs classe son cabinet dans la catégorie Excellent pour le droit pénal des affaires, et dans la catégorie Forte notoriété pour le droit de la presse. En 2017, Décideurs élève d'un cran le cabinet Maisonneuve pour le droit pénal des affaires, le faisant passer dans la catégorie Incontournable.